# إسيمود

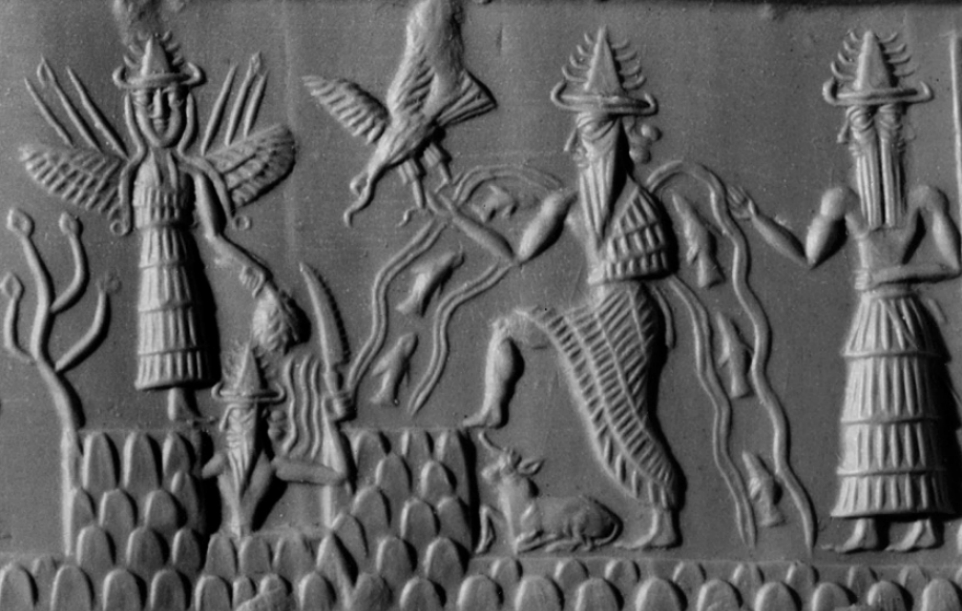
ختم أسطوانة أكادي من وقت ما يقرب من 2300 ق.م. أو ما يقرب من ذلك يصور الآلهة إنانا، أوتو، إنكي، وإسيمود، الذي يظهر بشكل مميز بوجهين

إسيمود (أيضاً إسينو؛ أُسمو؛ أُسومو (بالأكادية) إله قاصر، ورسول الأله إنكي في الأساطير السومرية.
في الأعمال الفنية السومرية القديمة، يمكن تحديد إسيمود بسهولة لأنه يصور دومًا بوجهين يواجهان في أتجاهين متعاكسين بطريقة مشابهة للإله الروماني القديم يانوس.

## الأساطير
يظهر إسيمود في أسطورة إنانا وإنكي، حيث هو الشخص الذي يحيي إنانا عند وصولها إلى معبد إ-أبزو في إريدو. هو أيضاً الشخص الذي يبلغ إنكي بأن الميس قد سُرقت. في الأسطورة، إسيمود أيضاً بمثابة رسول، يخبر إنانا بأعادة ميس إلى إنكي أو مواجهة العواقب. إسيمود يلعب دوراً مماثلاً إلى نينشابور، وسوكال إنانا. إسيمود يظهر أيضاً في أسطورة إنكي و ننهورساج، الذي كان بمثابة رسول إنكي.